# Epitrimerus aegopodii
Epitrimerus aegopodii är en spindeldjursart som beskrevs av Johan Ivar Liro 1941. Epitrimerus aegopodii ingår i släktet Epitrimerus, och familjen Eriophyidae. Arten är reproducerande i Sverige.